# Leptotrema argillaceum
Leptotrema argillaceum är en lavart som beskrevs av Szatala 1955. Leptotrema argillaceum ingår i släktet Leptotrema och familjen Thelotremataceae.   Inga underarter finns listade i Catalogue of Life.